# American Pie präsentiert: Die College-Clique
American Pie präsentiert: Die College-Clique ist die sechste Folge der US-amerikanischen Teenie-Komödie von Andrew Waller aus dem Jahr 2007.

## Handlung
Die beiden Freunde Erik Stifler und Mike „Cooze“ Coozeman, bekannt aus dem Vorgänger, kommen auf das College. Dort treffen sie wieder auf Eriks Cousin Dwight Stifler, der zu Beginn des neuen Semesters eine Party schmeißt. Erik und seine Freunde wollen unbedingt in die Fraternity (dt. Studentenverbindung) „Beta Delta Xi“ eintreten. Dazu müssen sie sich aber zuerst 50 teilweise sehr gewöhnungsbedürftigen Aufgaben stellen. Unter anderem sind das: von einer Stripperin ein Autogramm auf den nackten Hintern holen, der verfeindeten Verbindung der Geeks einen Strauß in das Haus bringen oder aus demselben Haus etwas zu stehlen. Als sie es fast geschafft haben, lädt Dwight die Freunde in das Strip-Lokal Silver Dollar ein. Doch das wurde von Edgar, dem Vorsitzenden des Geek-Hauses, aufgekauft, und dieser duldet keine Minderjährigen in seiner Bar.
Die Freunde werden verhaftet, aber ihr Rechtsanwalt Noah Levenstein holt sie unter der Bedingung, das Silver Dollar nie mehr zu betreten, wieder raus. Als die Aufgabe mit dem Diebstahl eines Gegenstandes aus dem Geek-Haus abgeschlossen ist, fordern Edgar und die Geeks Dwight und die Betas zur berüchtigten „griechischen Olympiade“ heraus. Die Olympiade findet unter der Bedingung statt, dass der Verlierer seine Verbindung auflöst und sein Haus dem Sieger überlässt. In der entscheidenden Disziplin namens Der goldene Schuss gewinnt Dwight gegen Edgar. Dies führt letztendlich zur Auflösung der Geeks.

## Kritik
„Zotiger Ulk in loser Anlehnung an die Kinoserie, der nur abgedroschene Späße bietet.“